# 대건고등학교
대건고등학교(大建高等學校)는 대한민국 대구광역시 달서구 월성동에 있는 사립 고등학교이다. 

## 학교 연혁
- 1938년 6월 1일 : 재단법인 대구천주교회유지재단 설립
- 1946년 9월 20일 : 대건초급중학교 설립 인가, 2학급 100명(초대 교장 전석재 신부 취임)
- 1949년 8월 16일 : 6년제 대건중학교 발족
- 1951년 8월 30일 : 중학교(3년제) 12학급, 고등학교(3년제) 6학급 인가
- 1970년 6월 1일 : 선목고등학교 6학급 본교에 병합, 계 30학급
- 1986년 12월 9일 : 김대건 기념관 준공
- 1990년 2월 26일 : 신축교사로 이전(대구광역시 달서구 월성동 247)
- 1995년 3월 1일 : 학교소속법인 이름이 '학교법인 선목학원'으로 변경
- 1999년 5월 11일 : 학생식당 신축(400석)
- 2003년 12월 18일 : 다목적 교실 안드레아관(검도관, 도서관) 준공
- 2010년 4월 20일 : 2011학년도 자율형 사립고 선정 고시
- 2011년 12월 1일 : 대건학사(기숙사) 준공
- 2012년 2월 29일 : 학생급식소 증축공사 완료
- 2020년 9월 1일 : 제20대 교장 박규장 선생 취임
- 2022년 2월 9일 : 제71회 졸업식 286명 졸업(누계 29,586명)
- 2022년 3월 2일 : 2022학년도 입학식(입학생 195명)

## 학교 위치
- 1946년 9월 20일 ~ 1990년 9월 1일 : 중구 명륜로12길 47 (남산동 / 現 대구가톨릭대학교 유스티노캠퍼스)
- 1990년 9월 28일 ~ (현재) : 달서구 월곡로94길 46 (월성동)

## 참고 자료
- 대건고등학교 - 한국교육학술정보원 학교알리미